# Giunta regionale della Puglia
La Giunta regionale della Puglia ha sede a Bari, presso Palazzo della regione (in origine Palazzo del provveditorato alle opere pubbliche di Carlo Vannoni, anni 1930).

## Composizione

### IX legislatura (2010-2015)
| Assessore         | Partito                   | Ruolo          | Competenze/Deleghe                    | Note                   |
| ----------------- | ------------------------- | -------------- | ------------------------------------- | ---------------------- |
| Nichi Vendola     | Sinistra Ecologia Libertà | Presidente     |                                       |                        |
| Loredana Capone   | Partito Democratico       | Vicepresidente |                                       | Fino al 18 marzo 2013. |
| Loredana Capone   | Partito Democratico       | Assessore      | Sviluppo economico                    |                        |
| Nicola Fratoianni | Sinistra Ecologia Libertà | Assessore      | Politiche giovanili e all'Innovazione | Fino al 13 marzo 2013. |

### X legislatura (2015-2020)
| Assessore         | Partito                    | Ruolo                      | Competenze/Deleghe |
| ----------------- | -------------------------- | -------------------------- | ------------------ |
| Michele Emiliano  | Partito Democratico        | Presidente                 |                    |
| Antonio Nunziante | Emiliano Sindaco di Puglia | Vicepresidente e Assessore |                    |
| Loredana Capone   | Partito Democratico        | Assessore                  | Sviluppo economico |

### XI legislatura (2020-)
| Assessore                                            | Partito                         | Carica                     | Competenze/Deleghe |
| ---------------------------------------------------- | ------------------------------- | -------------------------- | --- |
| Michele Emiliano                                     | Indipendente di centro-sinistra | Presidente                 | Protezione civile |
| Raffaele Piemontese                                  | Partito Democratico             | Vicepresidente e Assessore | Bilancio, Programmazione, Ragioneria, Finanze, Affari Generali, Infrastrutture, Demanio e patrimonio, Difesa del suolo e rischio sismico, Risorse idriche e Tutela delle acque, Sport per tutti                                     |
| Alessandro Delli Noci (fino all'11 giugno 2025)      | Con Emiliano                    | Assessore                  | Sviluppo economico, Competitività, Attività economiche e consumatori, Politiche internazionali e commercio estero, Energia, Reti e infrastrutture materiali per lo sviluppo, Ricerca industriale e innovazione, Politiche giovanili |
| Anna Grazia Maraschio (fino al 23 aprile 2024)       | Puglia Solidale e Verde         | Assessore                  | Ambiente, Ciclo rifiuti e bonifiche, Vigilanza Ambientale, Parchi, Rischio industriale, Politiche abitative, Crisi industriali e Politiche di genere                                                                                |
| Serena Triggiani (dal 23 aprile 2024)                | Indipendente                    | Assessore                  | Ambiente, Ciclo rifiuti e bonifiche, Vigilanza Ambientale, Parchi, Rischio industriale, Politiche abitative, Crisi industriali e Politiche di genere                                                                                |
| Anna Maurodinoia (fino al 4 aprile 2024)             | Partito Democratico             | Assessore                  | Trasporti e Mobilità sostenibile |
| Debora Ciliento (dal 23 aprile 2024)                 | Partito Democratico             | Assessore                  | Trasporti e Mobilità sostenibile |
| Donato Pentassuglia                                  | Partito Democratico             | Assessore                  | Agricoltura, Industria agroalimentare, Risorse agroalimentari, Riforma fondiaria, Caccia e pesca, Foreste |
| Giovanni Francesco Stea                              | Popolari con Emiliano           | Assessore                  | Personale e Organizzazione, Contenzioso amministrativo |
| Massimo Bray (fino al 25 novembre 2021)              | Partito Democratico             | Assessore                  | Turismo, Sviluppo e Impresa turistica |
| Gianfranco Lopane (dal 3 febbraio 2022)              | Con Emiliano                    | Assessore                  | Turismo, Sviluppo e Impresa turistica |
| Pier Luigi Lopalco (fino al 17 novembre 2021)        | Con Emiliano                    | Assessore                  | Sanità, Benessere animale, Controlli interni e Controlli connessi alla gestione emergenza Covid-19 |
| Rocco Palese (dal 3 febbraio 2022 al 23 aprile 2024) | Indipendente                    | Assessore                  | Sanità, Benessere animale, Controlli interni e Controlli connessi alla gestione emergenza Covid-19 |
| Sebastiano Leo                                       | Per la Puglia                   | Assessore                  | Formazione e Lavoro, Politiche per il lavoro, Diritto allo studio, Scuola, Università, Formazione Professionale |
| Rosa Barone (dal 26 gennaio 2021 all'11 aprile 2024) | Movimento 5 Stelle              | Assessore                  | Welfare, Politiche di benessere sociale e pari opportunità, Programmazione sociale ed integrazione socio-sanitaria |
| Viviana Matrangola (dal 23 aprile 2024)              | Indipendente                    | Assessore                  | Cultura, Tutela e sviluppo delle imprese culturali, Legalità e Antimafia sociale |